# Krivánsky hrebeň

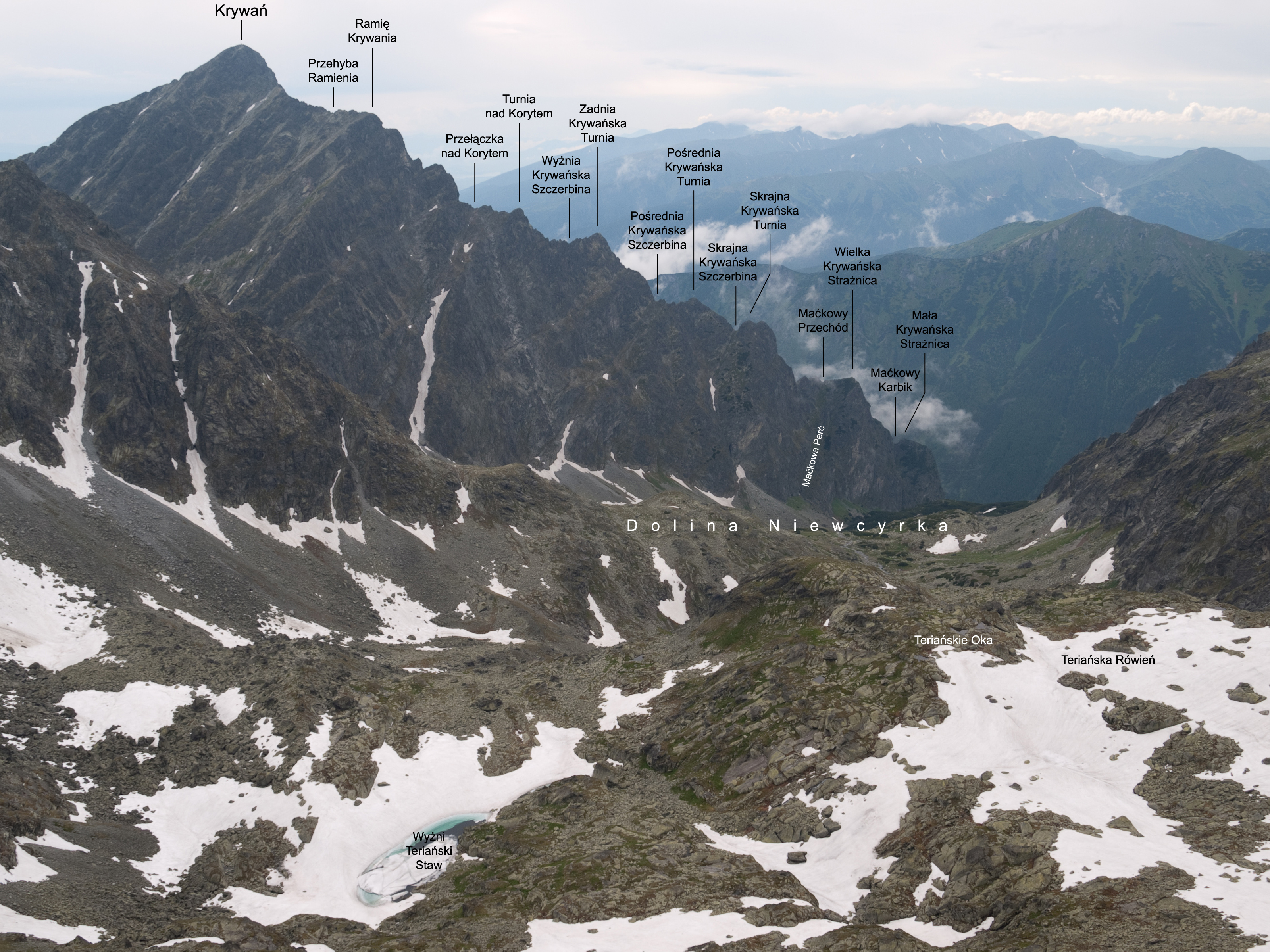
Krivánsky hrebeň při pohledu z Furkotského štítu

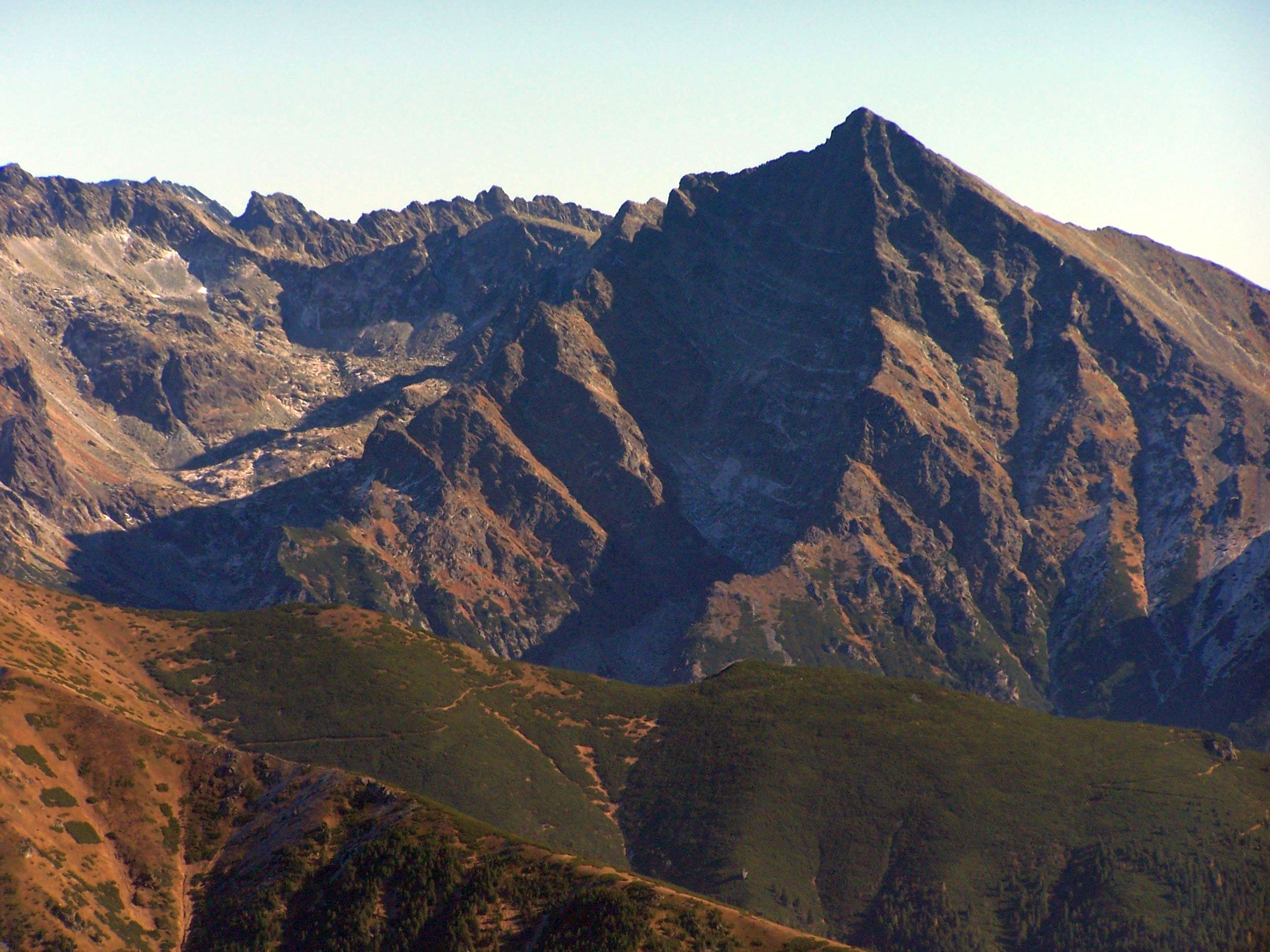
Pohled na čtyři hřebeny Kriváně, Krivánsky hrebeň první zleva

Krivánsky hrebeň (polsky Krywańska Grań, maďarsky Kriván-gerinc, německy Krummhorn NW-Grat) je boční hřeben ve slovenské části Vysokých Tater. Od rozsochy Kriváně se odděluje v Rameni Kriváňa a směřuje na severozápad, kde klesá do Kôprové doliny. Hřeben odděluje dolinu Nefcerka na severovýchodě a Krivánskou kotlinu na jihozápadě.

## Průběh hřebene
|  | Slovenský název              | Polský název                   | Nadmořská výška (m) | Souřadnice                       |
|  | ---------------------------- | ------------------------------ | ------------------- | -------------------------------- |
|  | Rameno Kriváňa               | Ramię Krywania                 | 2395                | 49°09′52″ s. š., 20°00′09″ v. d. |
|  | Štrbina nad Kotlinami        | Przełączka nad Korytem         | ?                   |                                  |
|  | Veža nad Kotlinami           | Turnia nad Korytem             | 2250                | 49°09′59″ s. š., 20°00′00″ v. d. |
|  | Vyšná Krivánska štrbina      | Wyżnia Krywańska Szczerbina    | ?                   |                                  |
|  | Zadná Krivánska veža         | Zadnia Krywańska Turnia        | ?                   |                                  |
|  | Prostredná Krivánska štrbina | Pośrednia Krywańska Szczerbina | ?                   |                                  |
|  | Prostredná Krivánska veža    | Pośrednia Krywańska Turnia     | ?                   |                                  |
|  | Predná Krivánska štrbina     | Skrajna Krywańska Szczerbina   | ?                   |                                  |
|  | Predná Krivánska veža        | Skrajna Krywańska Turnia       | ?                   |                                  |
|  | Poľovnícky priechod          | Maćkowy Przechód               | ?                   |                                  |
|  | Veľká Krivánska Strážnica    | Wielka Krywańska Strażnica     | ?                   |                                  |
|  | Poľovnícka štrbina           | Maćkowy Karbik                 | ?                   |                                  |
|  | Malá Krivánska Strážnica     | Mała Krywańska Strażnica       | ?                   |                                  |

## Turistické trasy
V celém hřebeni nejsou v současné době žádné značené trasy, takže oblast je dle pravidel TANAPu pro turisty nepřístupná.

## Přechody hřebene
První doložené přechody hřebene:
- letní přechod horní části hřebene - 20. září 1907 Alfred Martin a Johann Franz senior
- zimní přechod celého hřebene - 24. května 1964 Vincent Kecer a František Ždiarsky